# Aubach (Schwabach)
Der Aubach ist ein linker und nordnordöstlicher Zufluss der Schwabach am Südrand der Fränkischen Schweiz.

## Geographie

### Verlauf
Der Aubach entsteht aus dem Zusammenfluss von Kalkach und Lillach in Weißenohe. Er durchfließt Igensdorf, worauf nahe an dessen Eichenmühle ein linker Teilungslauf abgeht, während der rechte Bachzweig nun Mühlbach genannt wird. An der Weidenmühle läuft von links und Osten her der Rüsselbach dem Mühlbach zu, nachdem er kurz zuvor noch den anderen Ast aufgenommen hat. Wenig danach mündet der Mühlbach von links im Igensdorfer Gemeindegebiet in die Schwabach.

### Zuflüsse
- Kalkach, (rechter Quellbach), 3,2 km
- Lillach, (linker Quellbach), 2,8 km
- Rüsselbach (links), 3,5 km[4]